# Bar Kohba
Simon bar Kohba (hebrejski: שמעון בר כוכבא umro 135.)  je ime židovskog vođe koji je godine 132. godine za vrijeme cara Hadrijana pokrenuo veliki ustanak protiv Rimskog Carstva koji je po njemu dobio ime. Bar Kohba je nakratko uspio istjerati Rimljane iz Judeje odnosno uspostaviti neovisnu židovsku državu Izrael kojom je vladao uzevši titulu Nasi ("Vladar"). Njegovu državu su godine 135. uništili Rimljani i ponovno uspostavili vlast nad Judejom. Bar Kohba je umro za vrijeme opsade grada Betar, posljednjeg ustaničkog uporišta, krajem 135.
Nedavno otkriveni dokumenti sugeriraju da mu je pravo ime bilo Simon ben Kosiba, (hebrejski: שמעון בן כוסבא) a da mu je prezime Bar Kohba, (aramejski za "Sin zvijezde", što je referenca na Proročanstvo zvijezde u Knjizi brojeva 24:17) dao tadašnji židovski vođa rabin Akiva.
Nakon što je ustanak propao, u rabinski pisci su bar Kohbe koristili ime "Simon bar Kozeba" (hebrejski: בר כוזיבא, "Sin laži" ili "Sin prevare"). 